# Хуан Браво Мурільйо
Хуан Браво Мурільйо (ісп. Juan Bravo Murillo; 24 червня 1803 — 11 лютого 1873) — іспанський правник, економіст і політик, голова Ради міністрів Іспанії у 1851—1852 роках.

## Життєпис
Вивчав право в університетах Саламанки та Севільї. Після здобуття освіти мав адвокатську практику. Після смерті короля Фернандо VII Браво Мурільйо отримав пост деравного прокурора в провінційному суді Кадісу. 1835 року вийшов у відставку та знову присвятив себе адвокатській діяльності. У травні-серпні 1836 року був секретарем при голові уряду Франсіско Хав'єра де Істуріса.
22 вересня 1837 року був обраний до лав парламенту. 28 січня 1847 року Браво Мурільйо отримав пост міністра у справах помилування та юстиції в кабінеті Карлоса Мартінеса де Ірухо. Від 10 листопада 1847 до 31 серпня 1849 року очолював міністерство торгівлі, народної просвіти та громадських робіт у третьому кабінеті Рамона Марії Нарваеса. Одночасно він тимчасово виконував обов'язки міністра морського транспорту, а також міністра казни. В четвертому кабінеті Нарваеса Браво Мурільйо також був міністром казни.
15 січня 1851 року Браво Мурільйо сам очолив уряд, одночасно виконуючи обов'язки міністра казни й міністра юстиції.
Прихід до влади Бальдомеро Еспартеро та його партії прогресистів цілковито виключили Браво Мурільйо з політичного життя Іспанії. Тим не менше, на початку 1858 року він упродовж деякого часу займав пост голови парламенту й 1863 року за свої заслуги перед країною був обраний довічним сенатором Генеральних кортесів.

## Пам'ять
Іменем Браво Мурільйо має одна зі станцій Мадридського метрополітену.